# Calyptrocalyx yamutumene
Calyptrocalyx yamutumene är en enhjärtbladig växtart som beskrevs av John Leslie Dowe och M.D.Ferrero. Calyptrocalyx yamutumene ingår i släktet Calyptrocalyx och familjen Arecaceae. Inga underarter finns listade i Catalogue of Life.